# پاندروسیون اسکندریه
پاندروسیون اسکندریه (انگلیسی: Pandrosion؛ زادهٔ ۱ ژانویهٔ ۰۴۰۰) ریاضیدانی در قرن چهارم میلادی اسکندریه بود که در «مجموعه ریاضیات» پاپوس اسکندرانی مورد بحث قرار گرفته و به دلیل ایجاد روشی تقریبی برای تضعیف مکعب شهرت داشت. اگرچه در این موضوع اختلاف نظر وجود دارد، بسیاری از محققان کنونی معتقدند که پاندروسیون زن بوده‌است. اگر چنین باشد، او قبل از هیپاتیا در ریاضیات مشارکت داشته‌است.